# Finales de la NBA de 1954
Las Finales de la NBA de 1954 fueron las series definitivas de los playoffs de 1954 y suponían la conclusión de la temporada 1953-54 de la NBA. Estas enfrentaron a Minneapolis Lakers ante los Syracuse Nationals, con la ventaja de campo favorable a los primeros. Seis jugadores de las Finales fueron posteriormente elegidos para el Basketball Hall of Fame, George Mikan, Jim Pollard, Vern Mikkelsen, Slater Martin y Clyde Lovellette por parte de los Lakers, y Dolph Schayes por los Nats.

## Resumen
| Partido | Fecha       | Equipo local | Resultado | Equipo visitante |
| ------- | ----------- | ------------ | --------- | ---------------- |
| Game 1  | 31 de marzo | Minneapolis  | 79-68     | Syracuse         |
| Game 2  | 3 de abril  | Minneapolis  | 60-62     | Syracuse         |
| Game 3  | 4 de abril  | Syracuse     | 67-81     | Minneapolis      |
| Game 4  | 8 de abril  | Syracuse     | 80-69     | Minneapolis      |
| Game 5  | 10 de abril | Syracuse     | 73-84     | Minneapolis      |
| Game 6  | 11 de abril | Minneapolis  | 63-65     | Syracuse         |
| Game 7  | 12 de abril | Minneapolis  | 87-80     | Syracuse         |

Lakers gana las series 4-3

## Resumen de los partidos
| 31 de marzo                        | Syracuse Nationals                                         | 68–79                | Minneapolis Lakers                                               | |  |  |
|                                    | Parciales: 13–10, 18–24, 19–22, 18–23                      |                      |                                                                  | |  |  |
|                                    | Estadísticas Bob Lavoy 15 Wally Osterkorn 8 Paul Seymour 6 | Reporte Pts Reb Asts | Estadísticas Clyde Lovellette 16 George Mikan 10 Slater Martin 6 | Pabellón: Minneapolis Auditorium, Minneapolis, Minnesota Asistencia: 4,579 espectadores Árbitros: Charles Eckman, Joe Serafin |  |  |
| Minneapolis lidera las series, 1–0 |                                                            |                      |                                                                  | |  |  |
|                                    |                                                            |                      |                                                                  | |  |  |

| 3 de abril            | Syracuse Nationals                                                      | 62–60                | Minneapolis Lakers                                            | |  |  |
|                       | Parciales: 15–15, 13–12, 20–11, 14–22                                   |                      |                                                               | |  |  |
|                       | Estadísticas Wally Osterkorn 20 Wally Osterkorn 17 Lavoy, Seymour 3 c/u | Reporte Pts Reb Asts | Estadísticas George Mikan 15 George Mikan 15 Vern Mikkelsen 3 | Pabellón: Minneapolis Auditorium, Minneapolis, Minnesota Asistencia: 6,277 espectadores Árbitros: Charles Eckman, Joe Serafin |  |  |
| Series empatadas, 1–1 |                                                                         |                      |                                                               | |  |  |
|                       |                                                                         |                      |                                                               | |  |  |

| 4 de abril                         | Minneapolis Lakers                                           | 81–67                | Syracuse Nationals                                    |                                                                                    |  |  |
|                                    | Parciales: 24–16, 14–17, 20–11, 23–23                        |                      |                                                       |                                                                                    |  |  |
|                                    | Estadísticas George Mikan 30 George Mikan 15 Slater Martin 7 | Reporte Pts Reb Asts | Estadísticas Bob Lavoy 18 Bob Lavoy 15 Paul Seymour 7 | Pabellón: Onondaga War Memorial, Syracuse, New York Asistencia: 8,719 espectadores |  |  |
| Minneapolis lidera las series, 2–1 |                                                              |                      |                                                       |                                                                                    |  |  |
|                                    |                                                              |                      |                                                       |                                                                                    |  |  |

| 8 de abril            | Minneapolis Lakers                                         | 69–80                | Syracuse Nationals                                       |                                                                                    |  |  |
|                       | Parciales: 14–18, 20–18, 18–21, 17–23                      |                      |                                                          |                                                                                    |  |  |
|                       | Estadísticas Whitey Skoog 16 Jim Pollard 9 Slater Martin 6 | Reporte Pts Reb Asts | Estadísticas Paul Seymour 25 Bob Lavoy 11 Paul Seymour 6 | Pabellón: Onondaga War Memorial, Syracuse, New York Asistencia: 7,655 espectadores |  |  |
| Series empatadas, 2–2 |                                                            |                      |                                                          |                                                                                    |  |  |
|                       |                                                            |                      |                                                          |                                                                                    |  |  |

| 10 de abril                        | Minneapolis Lakers                                                      | 84–73                | Syracuse Nationals                                        |                                                                                    |  |  |
|                                    | Parciales: 22–17, 19–14, 21–21, 22–21                                   |                      |                                                           |                                                                                    |  |  |
|                                    | Estadísticas Vern Mikkelsen 21 Mikan, Lovellette 13 c/u Slater Martin 7 | Reporte Pts Reb Asts | Estadísticas Dolph Schayes 17 Earl Lloyd 8 Paul Seymour 5 | Pabellón: Onondaga War Memorial, Syracuse, New York Asistencia: 7,283 espectadores |  |  |
| Minneapolis lidera las series, 3–2 |                                                                         |                      |                                                           |                                                                                    |  |  |
|                                    |                                                                         |                      |                                                           |                                                                                    |  |  |

| 11 de abril           | Syracuse Nationals                   | 65–63       | Minneapolis Lakers           | |  |  |
|                       | Parciales: 19–27, 19–16, 16–6, 11–14 |             |                              | |  |  |
|                       | Estadísticas Paul Seymour 16         | Reporte Pts | Estadísticas George Mikan 30 | Pabellón: Minneapolis Auditorium, Minneapolis, Minnesota Asistencia: 6,776 espectadores Árbitros: Charles Eckman, Joe Serafin |  |  |
| Series empatadas, 3–3 |                                      |             |                              | |  |  |
|                       |                                      |             |                              | |  |  |

| 12 de abril                      | Syracuse Nationals                    | 80–87       | Minneapolis Lakers          | |  |  |
|                                  | Parciales: 14–17, 18–21, 22–27, 26–22 |             |                             | |  |  |
|                                  | Estadísticas Dolph Schayes 18         | Reporte Pts | Estadísticas Jim Pollard 21 | Pabellón: Minneapolis Auditorium, Minneapolis, Minnesota Asistencia: 7,274 espectadores Árbitros: Charles Eckman, Joe Serafin |  |  |
| Minneapolis gana las series, 4–3 |                                       |             |                             | |  |  |
|                                  |                                       |             |                             | |  |  |

El primer partido de las series finales se disputó en Minneapolis el 31 de marzo, donde el balance para los Nats en años anteriores había sido negativo. Muchas caras habían cambiado en el equipo de Syracuse desde las Finales de 1950, pero el estilo de juego de su entrenador, Al Cervi, seguía siendo el mismo: una fuerte defensa y rápidas transiciones en ataque. Los Nats consiguieron que, tanto George Mikan como Whitey Skoog se cargaran rápidamente de personales, pero Clyde Lovellette colaboró con 16 puntos debajo de los tableros. Con Dolph Schayes y Earl Lloyd muy limitados por sus lesiones (entre los dos anotaron solo 3 puntos), los Lakers lograron una cómoda victoria, 79-68.
Schayes and Lloyd volvieron a renquear en el segundo partido, anotando entre ambos 4 puntos. Pero apareció la figura de Wally Osterkorn, un voluminoso alero en su tercera temporada como profesional, anotando 20 puntos. El partido fue nuevamente una lucha de defensas, llegándose al descanso con un bajo 28-27 en el marcador. Pero en el tercer cuarto, con George King como jugador estrella, los Nats consiguieron un parcial de 16-1, llegando al último cuarto con una ventaja de 10 puntos, 48-38. Los Lakers reaccionaron en el último periodo, basando su juego en sus hombres altos. A falta de minuto y medio por jugar, King entró a canasta, y Mikan, en un intento de taponarle, acabó rompiéndole la muñeca, uniéndose así al resto de lesionados del equipo. A falta de 18 segundos Mikan recibió un pase de Jim Holstein para poner el marcador en un empate a 60. La última posesión sería para los Nats, y el balón le llegó a Paul Seymour, que anotó desde 13 metros de distancia a falta de 7 segundos para el final, dando la victoria a su equipo y enmudeciendo a los 6.277 aficionados que veían como se rompía una racha de 7 temporadas ininterrumpidas sin perder un partido de playoffs en el Minneapolis Auditorium.
Las series se trasladaron al War Memorial Auditorium de Syracuse, con Schayes y Lloyd recuperados, no así King. Pero Minneapolis volvió a basar su juego en balones a Mikan, y éste respondió consiguiendo anotar 11 de 18 lanzamientos, para sumar finalmente 30 puntos, a los que añadió 15 rebotes, dando la victoria a su equipo por 81-67 y recuperando el factor cancha para su equipo.
Syracuse le devolvió la bofetada en el cuarto partido, con un Seymour inspirado, que consiguió 25 puntos para dar la victoria a su equipo por 80-69. Sin embargo, la mala suerte continuaría para los Nats, que vieron como Billy Gabor se lesionaba en la rodilla, causando baja para el resto de las finales.
El quinto partido fue una victoria cómoda de los Lakers, imponiéndose por 84-73. Con una desventaja de 3-2, las series regresaban a Minneapolis, donde los Nats ganaron días atrás su primer partido en aquella cancha. La perspectiva de una nueva victoria se antojaba difícil, a causa de las lesiones. Pero Schayes jugó su mejor baloncesto, mientras que King encontraba el punto flaco de los Lakers. Schayes anotó 15 puntos, y Seymour 16, y se encontraron a falta de escasos segundos para el final con el marcador empatado a 63. Cervi quería mantener la posesión hasta el final, por lo que pidió un tiempo muerto. El último tiro podía haber sido de cualquiera de sus titulares, pero fue Jim Neal, un rookie con apenas 80 partidos como profesional fue el encargado de anotar desde 8 metros la canasta con cuatro segundos para el final. Whitey Skoog intentó un lanzamiento a la desesperada para empatar el partido, pero el balón salió por encima del tablero. Los Nats habían empatado la eliminatoria, a pesar de los 30 puntos de Mikan en el partido.
El último partido se presentaba dramático para los Lakers, que ya habían sufrido dos derrotas en su cancha en la eliminatoria, pero Jim Pollard lideró a su equipo con 21 puntos, quienes pronto adquirirían una ventaja en el marcador que se hizo casi insalvable en el tercer cuarto, cuando dominaban 61-45. Los Nats se aplicaron duro en defensa en el último periodo, pero solo consiguieron dejar el marcador en 87-80. Schayes lideró a los de Syracuse con 18 puntos.